# هیروکازو نینومیا
هیروکازو نینومیا (به انگلیسی: Hirokazu Ninomiya) بازیکن فوتبال اهل ژاپن و عضو تیم ملی فوتبال ژاپن است که در تاریخ ۱۶ ژوئن ۱۹۴۰ میلادی اولین بازی ملی‌اش را انجام داد. او در ۶ بازی ملی حضور داشت و آخرین بازی ملی خود را در تاریخ ۳ مه ۱۹۵۴ میلادی انجام داد. هیروکازو نینومیا در بازی‌های ملی‌اش
۱ گل به ثمر رساند.